# إسمنت النفيضة
إسمنت النفيضة هي شركة تونسية لصناعة الإسمنت. يقع مصنعها قرب مدينة النفيضة بولاية سوسة.